# One Flew Over the Cuckoo's Nest (phim)
Bay qua tổ chim cúc cu (tiếng Anh: One Flew Over the Cuckoo's Nest) là một bộ phim nổi tiếng của đạo diễn Miloš Forman được sản xuất năm 1975 dựa theo tiểu thuyết cùng tên của Ken Kesey. Bộ phim là câu chuyện về cuộc đấu tranh giữa khao khát tự do và nỗi sợ hãi của các bệnh nhân tại một trại điều dưỡng tâm thần. Đây là bộ phim thứ hai sau It Happened One Night (1934) giành được cả năm giải Oscar chính (Big Five, gồm Phim, Đạo diễn, Kịch bản, Vai nam chính và Vai nữ chính).

## Tựa đề
Tên phim (One Flew Over the Cuckoo's Nest) có nguồn gốc từ một bài đồng dao của trẻ em thổ dân Mỹ:
Wire, briar, limber-lock
Three geese in a flock
One flew east, one flew west
And one flew over the cuckoo's nest.
Trong truyện "Bay trên tổ chim cúc cu" có miêu tả một đoạn "Tù trưởng" ("Chief") Bromden, người bệnh nhân gốc thổ dân, nhớ lại thời thơ ấu trong đó có nhắc đến bài đồng dao và câu "And one flew over the cuckoo's nest". Chi tiết này không được đạo diễn Miloš Forman đưa vào phim vì vậy tên phim không có được ý nghĩa như ban đầu, tuy nhiên hoàn cảnh của các nhân vật trong đoạn trốn thoát cuối phim cũng phần nào giải nghĩa cho cái tên này.

## Tóm tắt phim
Randle Patrick McMurphy (Jack Nicholson), tội phạm đang bị tạm giữ tại một trại cải tạo, được chuyển tới trung tâm điều dưỡng tâm thần, thực chất là một bệnh viện tâm thần, vì người ta cho rằng anh có những biểu hiện tâm lý không bình thường. Người phụ trách trung tâm điều dưỡng là Y tá Ratched (Louise Fletcher), một phụ nữ có vẻ ngoài dịu dàng nhưng luôn ngầm dùng kỷ luật sắt để quản lý các bệnh nhân tâm thần. Ban đầu khi vào trại McMurphy tưởng rằng anh sẽ được sống an nhàn trong "trại điều dưỡng" để chờ ngày hết hạn tù, nhưng anh sớm nhận ra quyền lực tuyệt đối của Y tá Ratched có thể sẽ giữ anh lại cái "nhà tù" này mãi mãi, McMurphy bắt đầu tìm mọi cách để chiến thắng sự giám sát của Y tá Ratched.
Trong thời gian ở trại, McMurphy bắt đầu kết bạn với một nhóm bệnh nhân tâm thần loại nhẹ. Họ gồm Billy Bibbit (Brad Dourif), một chàng thanh niên yếu đuối và sợ hãi trước những câu nói ác hiểm của Y tá Ratched, anh phải vào trại vì từng tự tử không thành; "Tù trưởng" ("Chief") Bromden (Will Sampson), một người da đỏ cao lớn nhưng luôn tỏ ra là một người câm điếc. McMurphy tìm thấy ở Bibbit một người em trai mà anh cần giúp để trở nên mạnh mẽ hơn, yêu đời hơn, còn ở Bromden là một người bạn có cùng ước muốn thoát ra khỏi trại tâm thần.
Đêm ngày 10 tháng 12 năm 1963, McMurphy lọt được vào phòng y tá, anh gọi điện cho bạn gái, Candy, đề nghị cô mang rượu đến thăm anh. Các bệnh nhân bắt đầu uống say và chuẩn bị kế hoạch trốn thoát còn Billy biểu lộ cảm tình với bạn gái của McMurphy. Chứng kiến việc đó, McMurphy đã đề nghị Candy ngủ với Bibbit. Sáng hôm sau khi Y tá Ratched chứng kiến toàn bộ sự việc bà lập tức cho các nhân viên lập lại trật tự và trừng phạt Bibbit bằng cách xoáy sâu vào các điểm yếu tâm lý của anh. Không chịu nổi sự tàn nhẫn của Y tá Ratched, Bibbit tự sát, McMurphy chứng kiến cảnh đó đã nổi cơn giận và cố gắng bóp cổ Ratched nhưng nhanh chóng bị các nhân viên của trại điều dưỡng khống chế và đưa đi "trừng phạt". Anh trở về vào ban đêm sau khi trải qua một ca mổ thùy não, khiến anh rơi vào trạng thái sống thực vật. Không muốn bỏ lại người bạn đã tàn phế về mặt tư duy, Bromden dùng gối đè chết McMurphy và trốn thoát bằng cách vác bộ vòi phun bằng đá cực nặng trong phòng trị liệu đập vỡ cửa sổ. Chính McMurphy đã thử vác bộ vòi phun này trước đó (nhưng không thành công) vì anh tin rằng nó sẽ giúp anh trốn khỏi trại tâm thần và nếu không thành công đi nữa thì ít ra anh đã làm thử. Bộ phim kết thúc với hình ảnh mờ dần vào bóng đêm của Bromden.

## Quá trình sản xuất
Trước khi bộ phim thực hiện đã có một vở kịch dựa theo tác phẩm của Kesey, tuy vậy các biên kịch Lawrence Hauben và Bo Goldman không dựa theo phiên bản đó mà viết lại hoàn toàn kịch bản cho phim. Người đã mua quyền chuyển thể cho phim là Kirk Douglas, diễn viên thủ vai McMurphy trong chuyển thể sân khấu, ông cũng hy vọng sẽ tiếp tục được vào vai McMurphy trong chuyển thể điện ảnh này. Kirk giao việc sản xuất cho con trai, Michael Douglas, và Michael cuối cùng lại quyết định loại bố ra khỏi vai diễn vì cho rằng ông quá già để vào vai McMurphy. Vượt qua nhiều nam diễn viên nổi tiếng như James Caan, Marlon Brando và Gene Hackman, Jack Nicholson đã được giao vai McMurphy. Vai diễn phản diện Y tá Ratched sau khi bị Anne Bancroft, Colleen Dewhurst, Geraldine Page, Ellen Burstyn, Jane Fonda, Angela Lansbury từ chối, đã được giao cho Louise Fletcher chỉ một tuần trước khi phim bấm máy tại Bệnh viện bang Oregon (Oregon State Hospital), Salem, Oregon.

## Bảng phân vai
| Diễn viên          | Vai                              |
| ------------------ | -------------------------------- |
| Jack Nicholson     | Randle Patrick McMurphy          |
| Louise Fletcher    | Y tá Mildred "Big Nurse" Ratched |
| William Redfield   | Dale Harding                     |
| Dean R. Brooks     | Bác sĩ John Spivey               |
| Scatman Crothers   | Orderly Turkle                   |
| Danny DeVito       | Martini                          |
| William Duell      | Jim Sefelt                       |
| Brad Dourif        | Billy Bibbit                     |
| Christopher Lloyd  | Max Taber                        |
| Will Sampson       | "Tù trưởng" Bromden              |
| Vincent Schiavelli | Frederickson                     |
| Nathan George      | Nhân viên Washington             |
| Sydney Lassick     | Charlie Cheswick                 |
| Louisa Moritz      | Rose                             |

## Đánh giá
Ngay khi công chiếu năm 1975, Bay qua tổ chim cúc cu đã nhận được đánh giá khá tốt từ giới phê bình phim. Roger Ebert (người giành Giải Pulitzer cũng trong năm này) đã nhận xét tác phẩm có nhiều đoạn hay và sau này đưa Bay trên tổ chim cúc cu vào danh sách "Great Movies" (Phim hay) của ông. Các thành viên chấm giải Oscar còn đánh giá bộ phim cao hơn khi trao cho nó cả năm giải Oscar quan trọng nhất (Big Five) gồm Phim (cho Michael Douglas và Saul Zaentz), Đạo diễn (cho Miloš Forman), Kịch bản (cho Lawrence Hauben và Bo Goldman), Vai nam chính (cho Jack Nicholson) và Vai nữ chính (cho Louise Fletcher). Đây là bộ phim thứ hai sau It Happened One Night (1934) có được vinh dự này. Mãi đến năm 1991 Sự im lặng của bầy cừu mới lặp lại được thành tích của Bay trên tổ chim cúc cu.
Cho đến hiện nay bộ phim vẫn được đánh giá cao, nó được Viện phim Mỹ xếp thứ 33 trong Danh sách 100 phim Mỹ hay nhất. Nhân vật Y tá Ratched cũng được bình chọn đứng thứ 5 trong Danh sách 50 kẻ phản diện ấn tượng nhất. Bộ phim cũng liên tục đứng trong top 10 phim được bình chọn cao nhất của IMDb. Năm 1993 bộ phim đã được Thư viện Quốc hội Hoa Kỳ lựa chọn để đưa vào bảo quản trong Danh sách phim quốc gia (National Film Registry) "vì có giá trị lớn về văn hóa, lịch sử và thẩm mỹ".